# Holt (Minnesota)
Holt és una població del Comtat de Marshall (Minnesota) als Estats Units d'Amèrica.

## Demografia
Segons el cens dels Estats Units del 2000, Holt tenia 89 habitants, 36 habitatges, i 25 famílies. La densitat de població era de 34 habitants per km².
Dels 36 habitatges en un 27,8% hi vivien nens de menys de 18 anys, en un 72,2% hi vivien parelles casades, en un 0% dones solteres, i en un 27,8% no eren unitats familiars. En el 22,2% dels habitatges hi vivien persones soles el 2,8% de les quals corresponia a persones de 65 anys o més que vivien soles. El nombre mitjà de persones vivint en cada habitatge era de 2,47 i el nombre mitjà de persones que vivien en cada família era de 2,92.
Per edats la població es repartia de la següent manera: un 16,9% tenia menys de 18 anys, un 21,3% entre 18 i 24, un 33,7% entre 25 i 44, un 20,2% de 45 a 60 i un 7,9% 65 anys o més.
L'edat mediana era de 34 anys. Per cada 100 dones de 18 o més anys hi havia 146,7 homes.
La renda mediana per habitatge era de 32.500 $ i la renda mediana per família de 36.250 $. Els homes tenien una renda mediana de 22.188 $ mentre que les dones 16.250 $. La renda per capita de la població era de 14.796 $. Entorn del 13% de les famílies i el 8,8% de la població estaven per davall del llindar de pobresa.

## Poblacions més properes
El següent diagrama mostra les poblacions més properes.